# Centre de loisirs du Petit Port
Le centre de loisirs du Petit Port est situé à Nantes, l'angle du boulevard du Petit-Port, de la place du 8-mai-1945 et du chemin de la Censive-du-Tertre, dans le quartier Nantes Nord, entre les deux principaux campus de l'université de Nantes : celui de la Lombarderie et celui du Tertre.

## Historique
Le centre a été inauguré en 1984, sous la municipalité d'Alain Chénard, et comprenait alors une piscine, une patinoire (remplaçant celle qui était installée dans l'ancien marché de Feltre), plusieurs pistes de bowling et une salle de billard.
La création du centre et de sa patinoire incite la même année à la création du club de hockey sur glace de Nantes Hockey Glace devenue par la suite le Nantes Atlantique hockey glace.
Au début des années 2000, la piscine construite sur une zone inondable (le côté sud du centre est longé par le Cens) devient trop vétuste. On décide alors d'agrandir le bâtiment en construisant une nouveau centre aquatique d'une superficie de 4 000 m2 comprenant : 1 000 m2 de plage, 900 m2 de plan d'eau, un grand bassin de six lignes d'eau long de 25 m, un toboggan de 90 m, une piscine à vagues et un solarium de 300 m2. Ce nouvel équipement est inauguré le 22 décembre 2007 quelques jours après la fermeture définitive de l'ancienne piscine,. Deux ans plus tard la salle de bowling victime de la concurrence d'autres salles ouvertes dans l'agglomération nantaise, ferme également ses portes.
En 2010, un spa « aqua bien-être » de 600 m2 destiné aux soins corporels et à la relaxation ouvre au sein même du centre, mais doit fermer quatre ans plus tard, le 12 décembre 2014, faute d'avoir atteint le niveau de rentabilité escompté à son ouverture.
Au printemps 2016, après un an de retard, débute des travaux de réaménagement des locaux : une salle d'escrime de 556 m2 destinée exclusivement à l'entraînement est aménagée dans les locaux de l'ancienne piscine comportant 10 pistes. À laquelle est adjointe un « espace sportif polyvalent » de 400 m2, avec des locaux annexes. Le site de l'ancien bowling accueille sur 600 m2 une salle d'arts martiaux, une salle de boxe, une salle de musculation, une salle destinée à l’expression corporelle et la gymnastique douce, ainsi que des locaux dédiés (vestiaires, sanitaires, lieux de stockage...). Les nouveaux équipements ont progressivement mise en service entre septembre 2015 et septembre 2016.
Le spa fermé en 2014 faute de rentabilité, rouvre ses portes le 27 septembre 2016, sous l'enseigne « Le Comptoir du soin ».

## Équipements disponibles
Le centre comprend actuellement :
- un centre aquatique composé de : 
  - un bassin sportif de 25 mètres ;
  - un bassin d'apprentissage ;
  - un espace loisirs comprenant 2 bassins ludiques avec boule à vagues ou toboggan enfants ;
  - une pataugeoire ;
  - un solarium (ouvert de juin à fin septembre) ;
  - un toboggan de 76 mètres ;
- une patinoire olympique.

Elle est accessible aux personnes handicapées.

## Accès
La piscine est desservie par les transports en commun de l'agglomération nantaise :
- Tramway ligne 2 et bus lignes 26, station Morrhonière Petit Port ;
- Bus lignes 20 et 26, arrêt Petit Port ;
- Bus lignes 80 et E5, arrêt Fac de Droit.